# 黄嘴白鹭
黄嘴白鹭（學名：Egretta eulophotes）又名黃嘴白鷺，是一種罕見的鷺科白鷺屬鳥類，一般於俄罗斯、朝鲜、南韩和中国大陆繁殖，然后向南迁徙，途经日本、台灣、菲律宾、马来西亚、新加坡和印度尼西亚，主要在东米沙鄢（莱特岛、保和和宿霧）一帶度冬。
黄嘴白鹭属于易危物种，最大的威胁是栖息地的丧失。目前估计共有2,600到3,400只。其中，俄罗斯有100只，朝鲜有900-1300只，韩国有600-1000只，中国有1000只。

## 生態習性
黃嘴白鷺喜歡單獨或成小群出現於海岸附近之水田、紅樹林邊緣之沼澤及沙洲地帶。常佇立於水邊，伺機啄食水中之魚、蝦。棲息於沿海島嶼、海灣、河口及其沿海附近的江河、湖泊、水塘、溪流、水稻田等。白天活動。善於飛翔和在地面上行走。飛行時頭部收縮至肩背處，頸部彎曲，兩腳向後伸直，遠遠突出於短的尾羽後面。休息於樹枝上。常一腳站立於水中，另一腳曲縮於腹下，頭縮至背上呈駝背狀，長時間呆立不動。

## 分布範圍
分布範圍為河北、山西、內蒙古、遼寧、吉林、江蘇、浙江、福建、山東、河南、廣東、香港、海南、西沙群島、台灣、日本與菲律賓等。

## 形態

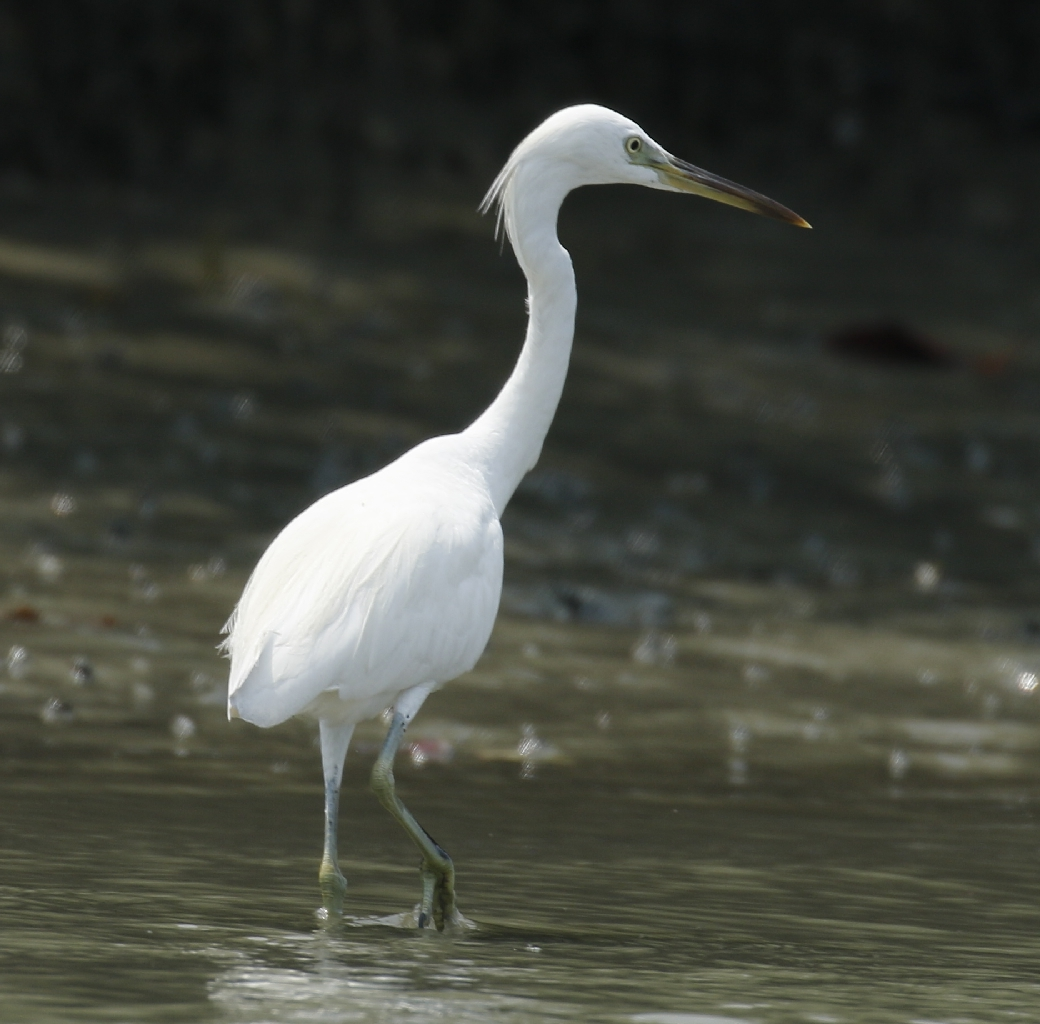
非繁殖羽，外觀近似小白鷺非繁殖羽，但喙基部的黃色色澤較其鮮豔。

全身白色。夏羽:嘴澄黃色，腳黑色，趾黃色。眼先藍色，後頭、背及前頸下部有一大撮飾羽。冬羽:嘴黃褐色，下嘴基部黃色。腳黃綠色，眼先黃綠色，背及前頸下部無飾羽。

## 繁殖
繁殖期為5一7月。築巢於近海岸的島嶼和海岸懸岩處的岩石上或矮小的樹杈之間。成群營巢，也有與其他鷺類混群營巢的現象。巢的形狀為淺碟形，結構較簡單，主要以枯草莖和草葉構成。每窩產卵2一4枚，孵化期24一26天。成長：雛鳥剛孵出時弱軟無力，在親鳥的共同撫育下才能長大。

## 外部連結
- 特有生物研究保育中心-唐白鷺
- 中國的珍禽異獸 動物世界-黃嘴白鷺 （页面存档备份，存于）